# Ruellia turbinis
Ruellia turbinis är en akantusväxtart som beskrevs av Raymond Benoist. Ruellia turbinis ingår i släktet Ruellia och familjen akantusväxter. Inga underarter finns listade i Catalogue of Life.